# Heinave Kaifa
Heinave Kaifa – tongański trener piłkarski.

## Kariera trenerska
O 2002 do 2003 prowadził narodowej reprezentacji Tonga.